# Controller (musikalbum)
Controller är det amerikansk-kanadensiska metalcore-bandet Misery Signals tredje studioalbum, utgivet i juli 2008 på Ferret Music. Liksom debutalbumet producerades det av Devin Townsend.
En musikvideo spelades in till "A Certain Death".

## Låtlista
1. "Nothing" – 4:05
2. "Weight of the World" – 2:50
3. "Labyrinthian" – 4:12
4. "Parallels" – 3:42
5. "Coma" – 4:51
6. "A Certain Death" – 3:25
7. "Set in Motion" – 3:48
8. "Ebb and Flow" – 3:27
9. "Reset" – 6:16
10. "Homecoming" – 5:09

## Medverkande
Musiker
- Karl Schubach – sång
- Ryan Morgan – leadgitarr, bakgrundssång
- Stu Ross – rytmgitarr
- Kyle Johnson – basgitarr
- Branden Morgan – trummor

Bidragande musiker
- Richard Morgan – slagverk

Produktion
- Devin Townsend – producent
- Dean Maher – trumtekniker
- Mike Young – trumredigering
- Sons of Nero – layout, design
- Jon McClay – foto